# وليام آي بيرتشي
ويليام ٱي بيرتشي ( 1918- 1998) كان مترجماً تجارياً أمريكياً متحدثاً باللغتين الإنجليزية والألمانية، ويمكنه قراءة اللغة الأفريقانية والدنماركية و الهولندية والفرنسية و الفنلندية والأيسلندية و الايطالية والنرويجية و البرتغالية واارومانية و الإسبانية والسويدية .
كان بيرتشي ابن كارل بيرتشي وهيرتا ولفر. في عام 1908 أسست والدته مكتب ترجمة المحامين والتجار  في 11 برودواي نيويورك ( الٱن شركة تابعة ل ار دبليو اس هولدينغ ) . كان والده عضواً قانونياً في جمعية المترجمين الأمريكية. حصل وليام على درجات علمية في اللغة الانجليزيه والهندسة الكيميائية من جامعة كولومبيا  وفي القانون من فوردهام 1940، حيث تم استدعائه إلى نقابة المحامين في نيويورك. في عامي 1944 و1945 خدم في فيلق مكافحة التجسس في الجيش الأمريكي كمترجم  ومترجم ألماني.
بعد نهاية الحرب العالمية الثانية انظم بيرتشي  إلى شركة العائلة وأصبح مالكها عندما تقاعد والديه في عام 1966. استمر في إدارة المكتب وهو أحد أعرق وكالات الترجمة في الولايات المتحدة حتى عام 1994.
إلى جانب العمل ككمترجم تقني ومترجم قانوني ، شارك بيرتشي أيضاً في تدريب المترجمين واحترافهم . قام بتعليم الترجمة الألمانية في جامعة نيويورك،  و شغل مرتين رئاسة جمعية المترجمين الأمريكية وعمل أيضاً كرئيس للجنة الأخلاقيات وأمين خزنة ( حوسبة النظام المحاسبي للجمعية) و كرئيس الاعتماد .
في عام 1986 حصل على وسام ألكسندر غود لخدمته المتميزة في مهن الترجمة والترجمة الفورية .
عاش بيرتشي في كروتون أن هادسون وتوفي بسبب السرطان في مستشفى كالفاري في برونكسي في 11 يوليو 1998. قال نعيه في صحيفة نيويورك تايمز أنه كان أحد مترجمي الوثائق الرائدين في البلاد لأكثر من نصف قرن.